# 龙洞、东佛峪摩崖石刻造像
龙洞、东佛峪摩崖石刻造像，位于山东省济南市历下区姚家街道龙洞村南，是中华人民共和国山东省文物保护单位之一。
1992年6月12日，授予山东省文物保护单位，是一座石窟寺及石刻。